# 里奧蘭喬埃斯泰茨 (新墨西哥州)
里奧蘭喬埃斯泰茨（英語：Rio Rancho Estates）是位於美國新墨西哥州桑多瓦爾縣的普查規定居民點。

## 人口
根據2020年美國人口普查的數據，里奧蘭喬埃斯泰茨的面積為177.03平方千米，皆為陸地。當地共有人口1801人，而人口密度為每平方千米10.17人。